# Homar Leuci
Homar Leuci (Milano, 9 giugno 1976) è un apneista italiano.
Ha stabilito record mondiali nelle discipline di assetto costante e variabile regolamentato in apnea.
Alto 173 cm per 73 kg di peso, possiede una capacità polmonare di 8,4 litri.
Fino ad oggi una carriera incredibile, 20 anni di apnea al vertice:
- 34 record stabiliti, 7 mondiali, 25 nazionali, 2 guinness world record
- 10 titoli italiani
- 20 titoli internazionali
- Campione del mondo
- Vice campione del mondo
- Vice campione europeo
- Terzo Over all nel Wimbledon dell'apnea Vertical Blu, unico italiano ad essere salito sul podio con 5 record italiani in 5 giorni di gara
- Unico italiano ad aver stabilito record in tutte le discipline dell'apnea, sia in piscina che in mare.
- Primo italiano ad infrangere im muro dei −100 m con le pinne
- Primo italiano ad infrangere il muro −100 m in immersione libera
- Terzo posto nel ranking mondiale nel 2018.
- Secondo posto ranking mondiale nel 2019.
- Primo posto ranking mondiale 2022.
- Terza prestazione nella storia dell’apnea con −124 m.
- Detentore contemporaneamente di tutti e 4 i record di tutte e 4 le discipline in mare

## Attività sportiva
In gioventù si dedica a sport di squadra come il calcio e individuali come la corsa campestre, e solo nel 2003 inizia la sua carriera agonistica di primato nell'apnea nazionale, e poi mondiale.
A ottobre 2022 stabilisce a Sharm el-Sheikh il nuovo record italiano assoluto AIDA in assetto costante CWT −124 m 3'18"

## Palmarès
2004: 31 ottobre, Pisa, record italiano assoluto di apnea dinamica con monopinna in vasca corta con 157 metri, Vincitore combinata (dinamica/statica)
28 novembre, Milano, vincitore gara di Milano e vincitore trofeo Apnea-Academy
2005: 19 febbraio, Milano, record italiano assoluto in vasca corta di dinamica a rana, 125 metri, in 1' e 56”
15 maggio Trento: record mondiale CMAS apnea dinamica con 178 metri
Convocazione in nazionale
29 luglio, Siracusa Campione d'Italia a squadre, vicecampione italiano di combinata
18 settembre, Siracusa, Trofeo Rossana Maiorca, assetto costante record italiano FIPSAS -65 metri
2006: 22 ottobre Marettimo (TP), record italiano AIDA apnea profonda a rana , -51 metri, in 1' e 58”
Convocazione in nazionale
2007: 18 marzo, Como, terzo classificato al campionato, medaglia di bronzo italiano di apnea dinamica con 154 metri. Convocazione in nazionale per i mondiali di apnea CMAS, Bari, Italia terza classificata
2009: 4 ottobre Andora (SV), record mondiale CMAS apnea profonda assetto costante -84 metri
2010: 27 marzo, Guinness World Record, Lo show dei record 5, 767 metri percorsi su di uno spinning in apnea in 2'e 34”
16 maggio, Trieste, terzo classificato campione italiano apnea dinamica Trieste, 200 metri, in 2' e 50”
5 settembre, Salò, record mondiale CMAS assetto costante nel Lago, in acqua dolce, -60 metri
2011: 9 settembre Soverato (CZ) record mondiale CMAS assetto costante -86 metri in 2' e 22”
2012: 11 settembre Soverato (CZ) record mondiale assetto variabile CMAS -131 metri in 2' e 55”
15 settembre Soverato (CZ) record mondiale assetto costante CMAS -95 metri in 2' e 57”
2013: 15 settembre Ischia (NA) record mondiale assetto costante CMAS -96 metri in 2' e 25”
4 ottobre Ischia (NA) record mondiale assetto costante CMAS , Record italiano FIPSAS, Campione italiano 2013, -97 metri in 2' e 44".
28 novembre Sharm el-Sheikh, Mar Rosso, record italiano assoluto AIDA assetto costante -104 metri in 2' e 57"
2014: Guinness World Record, 855 m pedalati su di uno spinning senza respirare in una vasca, per 3' e 40" allo Show dei Record di canale 5 diretto da Gerry Scotti(video)
2016: 22 aprile, record italiano assoluto, omologato AIDA in free immersion con -95 mt. Vertical Blue, Deans' bluhole Bahamas
1 maggio, record italiano assoluto, omologato AIDA, in assetto costante con -105 mt. Vertical Blue, Deans' Bluhole Bahamas
5 agosto , Soverato (CZ) nuovo record italiano assoluto in assetto costante a rana , senza attrezzi NF, −72 m in 2' e 49", omologato Fipsas, valevole come migliore prestazione mondiale CMAS
16-18 settembre, Ustica (PA), campionato Italiano di apnea profonda: primo classificato medaglia d'oro e campione italiano di rana profonda con −60 m, terzo classificato, medaglia di bronzo campionato italiano di apnea profonda in assetto costante con −92 m.
4-10 ottobre , Kas Antalya Turchia, campionato del mondo di apnea outdoor, primo classificato, medaglia d'oro e nuovo campione del mondo in apnea in assetto costante con monopinna con −104 m in 3' e 14". Secondo classificato, medaglia d'argento, vicecampione del mondo di apnea profonda a rana con −74 m in 2' e 54", nuovo record italiano assoluto di specialità a rana profonda.
2017:
30 aprile : Suunto Vertical Blue, long Island Bahamas, nuovo record italiano assoluto AIDA, −96 m free immersion in 3' e 11"
1 maggio : Suunto Vertical Blue, Long island , Bahamas , nuovo record italiano assoluto AIDA, −74 m CNF (rana profonda), 2' e 59"
6 maggio Suunto Vertical Blue, Long island , Bahamas , nuovo record italiano assoluto AIDA, −100 m FIM 3'e 27", primo italiano ad abbattere il muro dei 100 metri di profondità senza pinne
10 maggio: Suunto Vertical Blue, Long island , Bahamas , nuovo record italiano assoluto AIDA, −76 m CNF (rana profonda), 3' e 04"
2018:
16 luglio: Vertical Blue, Bahamas
Nuovo record italiano assoluto AIDA in assetto costante −116 m 3'e14"
17 luglio: Vertical Blue, Bahamas Nuovo record italiano assoluto AIDA in Free Immersion −104 m 3'e 27"
20 luglio: Vertical Blue, Bahamas Nuovo record italiano assoluto AIDA in rana CNF −77 m in 2'e 57"
22 luglio: Vertical Blue, Bahamas Nuovo record italiano assoluto AIDA in assetto costante −117 m in 3'e 20"
25 luglio: Vertical Blue, Bahamas Nuovo record italiano assoluto AIDA in assetto costante −118 m in 3'e 16"
2022: 5 Ottobre: Sharm el-Sheikh Nuovo record italiano assoluto AIDA in assetto costante CWT −124 m 3'18"